# Herb Niepołomic
Herb Niepołomic – jeden z symboli miasta Niepołomice i gminy Niepołomice w postaci herbu.

## Wygląd i symbolika
Herb przedstawia w polu czerwonym biały zamek (piętrowy myśliwski dworek) z trapezowym dachem i dwoma wspiętymi złotymi lwami po obu stronach.

## Historia
Wersja herbu przyjęta uchwałą Rady Miejskiej w Niepołomicach 6 marca 1992 roku znana jest z XIX wiecznej (1874 r.) pieczęci miasta.